# Said Akl

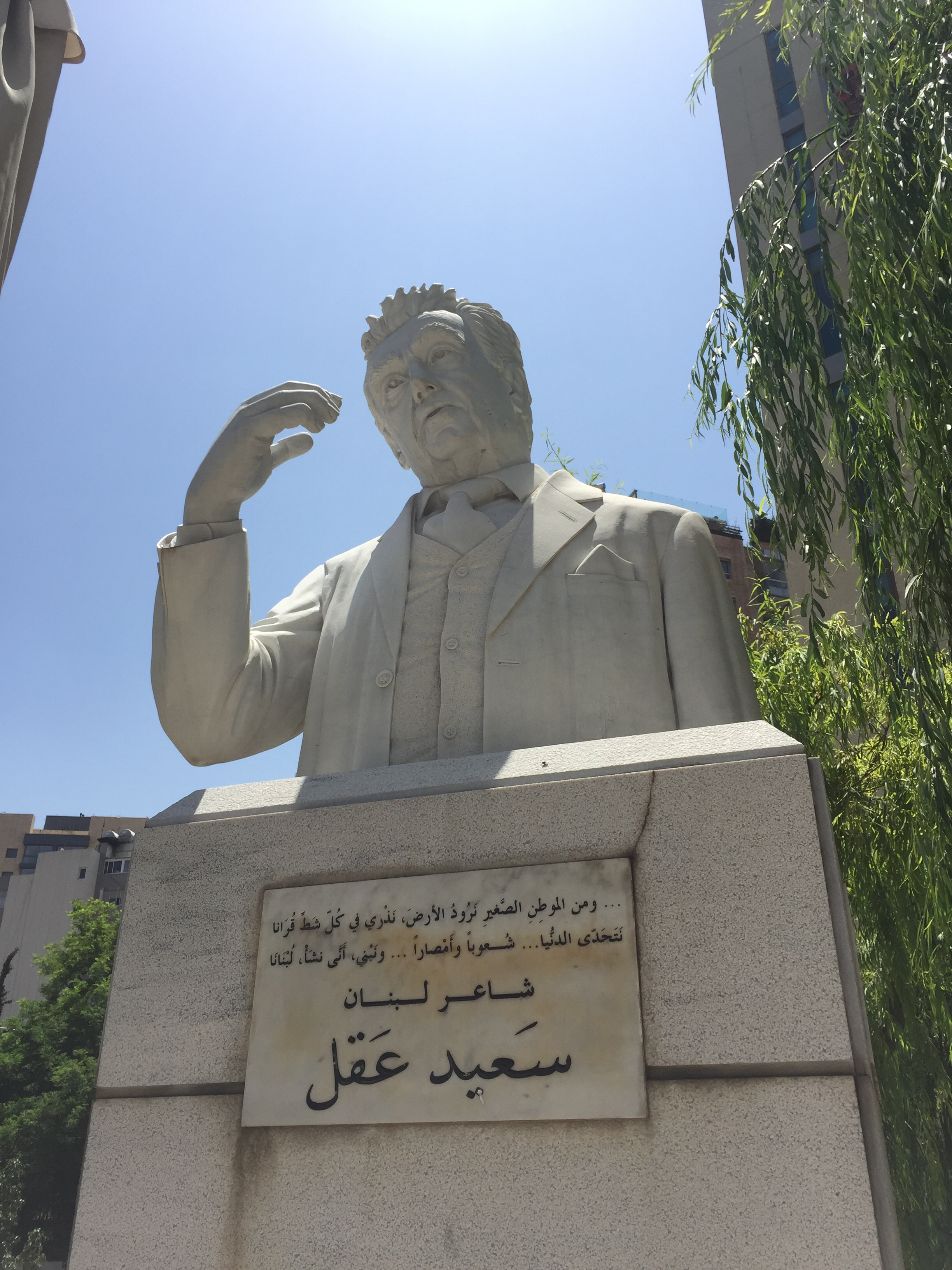
Said Akl

Said Akl Arabisch: سعيد عقل, ook wel Said Aql en Saeed Akl; (Zahleh, 4 juli 1911 – Beiroet, 28 november 2014) was een prominente Libanese dichter, schrijver en ideoloog. Hij wordt gezien als een van Libanons belangrijkste moderne dichters.
Hij staat bekend om zijn Libanees-nationalistische gedachtegoed. In 1972 hielp hij mee aan het stichten van de Libanese Vernieuwingspartij, een idee van een gerenommeerde historica op het gebied van Libanon in de oudheid, May Murr. Deze partij was een non-sektarische partij die omschreven kan worden als Libanees-nationalistisch. Tijdens de Libanese burgeroorlog diende Said Akl als spiritueel leider van de Libanees-nationalistische beweging Ḥurrās al-Arz, onder leiding van Etienne Sakr.

## Leven
Said Akl werd geboren in een Maronitisch-Christelijke familie in Zahe. Zijn vader stierf toen hij vijftien was. Na de dood van zijn vader moest hij school verlaten en ging aan het werk als een leraar en later als journalist. Later studeerde hij op verschillende universiteiten theologie, literatuur en de geschiedenis van islam. Hij gaf uiteindelijk lezingen aan vele universiteiten en instituten.

## Gedachtegoed
In zijn vroege jaren was Said Akl een aanhanger van de Syrische Socialistische Nationale Partij (SSNP) onder leiding van Antun Saadeh maar werd uiteindelijk uit deze partij gezet door onderlinge ideologische meningsverschillen.
Said Akl zocht naar een aparte Libanese identiteit en keek hiervoor naar de oude historie van Libanon. Zijn bewondering voor de Libanese geschiedenis en cultuur kwam deels voort uit zijn vijandige houding tegenover het Arabisch. Volgens de Israëlische dichter Aharon Amir zei Said Akl eens "Ik zou mijn rechterhand eraf snijden puur om geen Arabier te zijn" In 1968 zei hij dat het literaire Arabisch uit Libanon zou verdwijnen.
Volgens Said Akl was Libanon de wieg van de cultuur en de erfenis van de oosterse beschaving ver voordat de Arabieren in Libanon kwamen.
Hij legde de nadruk op de Fenicische invloed op de huidige Libanese bevolking en moedigde aan Libanees-Arabisch te schrijven in een aangepast Latijns alfabet in plaats van in het Arabische alfabet.
In een door hem gepubliceerd tijdschrift tijdens de jaren zeventig bood hij een prijs aan voor diegene die het beste essay kon schrijven in het Libanees-Arabisch en sindsdien heeft Said Akl vele prijzen uitgereikt aan Libanese intellectuelen en artiesten.
Tijdens de Libanese Burgeroorlog vormde zijn gedachtegoed de ideologische basis van de Ḥurrās al-Arz-militie.
Hij was een groot voorstander van de Israëlische invasie van Libanon in 1982. Hij verwelkomde Israël in een oplage van zijn tijdschrift. Hij noemde het Israëlische leger een verlossing voor Libanon en nam het mensen in de Libanese regering kwalijk dat zij het de Libanezen onmogelijk zouden hebben gemaakt om samen met Israël tegen de PLO te vechten, die door de jaren heen een ware ramp geworden was voor de autochtone bevolking van voornamelijk Zuid-Libanon. Hij zei "op dit moment samen met Israël te zullen vechten als ik een legereenheid had"

## Werken
Said Akl heeft tientallen werken op zijn naam staan. Zijn eerste theaterstuk schreef hij in 1935. Hij schreef dit in het Arabisch, weer andere werken zou hij in het Libanees-Arabisch en Frans schrijven.

## Meer over Said Akl
- Plonka Arkadiusz, L’idée de langue libanaise d’après Sa‘īd ‘Aql, Paris, Geuthner, 2004 (French), ISBN 2-7053-3739-3.
- Plonka Arkadiusz, "Le nationalisme linguistique au Liban autour de Sa‘īd ‘Aql et l’idée de langue libanaise dans la revue «Lebnaan» en nouvel alphabet", Arabica, 53 (4), 2006, pp. 423–471. (French).

Hij overleed op 103-jarige leeftijd in Beiroet.